# 頭蓋底骨折
頭蓋底骨折(とうがいていこっせつ、英: Basilar skull fracture)は頭蓋底骨が骨折した状態のことである。症状は耳の後ろの痣、目の周りの痣、鼓膜内の出血などである。頭蓋底骨折の約20%に脳脊髄液(CSF)の漏洩が発生し、結果鼻蝋や液体が耳から漏れることがある。頭蓋底骨折の14%が合併症である髄膜炎を発症する。その他の合併症には脳神経や血管の傷害があげられる。
一般的に重度の外傷によって起こる。少なくとも側頭骨、後頭骨、蝶形骨、前頭骨、篩骨のいずれか1つ以上が骨折している。頭蓋底骨折は前頭蓋窩、中頭蓋窩、 後頭蓋窩 骨折に分けられる。同時に顔面骨折していることもよくある。診断は一般的にCTスキャンが用いられる。
治療は一般的に頭蓋骨内の損傷具合に基づき行われる。髄液漏が止まらない場合や血管や神経に傷害がみられる場合は手術治療が施される。予防的な抗生物質の使用の必要性は不明確である。頭蓋底骨折は重症頭部外傷患者の約12%にみられる。